# Pseudaleuroplatus
Pseudaleuroplatus is een geslacht van halfvleugeligen (Hemiptera) uit de familie witte vliegen (Aleyrodidae), onderfamilie Aleyrodinae.
De wetenschappelijke naam van dit geslacht is voor het eerst geldig gepubliceerd door Martin in 1999. De typesoort is Pseudaleuroplatus kiensis.

## Soorten
Pseudaleuroplatus omvat de volgende soorten:
- Pseudaleuroplatus kiensis Martin, 1999
- Pseudaleuroplatus litseae (Dumbleton, 1956)